# Xie Hui
Xie Hui (chin. upr. 谢晖, chin. trad. 謝暉, pinyin Xiè Huī; ur. 14 lutego 1975 w Szanghaju) – chiński piłkarz występujący na pozycji napastnika.

## Kariera klubowa
Xie karierę rozpoczynał w 1994 roku w zespole Shanghai Shenhua. Przez sześć sezonów gry dla tego klubu, wywalczył z nim mistrzostwo Chin (1995), trzy wicemistrzostwa Chin (1996, 1997, 1998), Puchar Chin (1998) oraz dwa Superpuchary Chin (1995, 1998).
Na początku 2000 roku Xie przeszedł do niemieckiej drużyny Alemannia Aachen, grającej w 2. Bundeslidze. Zadebiutował tam 7 lutego 2000 roku w zremisowanym 1:1 pojedynku z SpVgg Greuther Fürth. 11 lutego 2000 roku w wygranym 2:1 spotkaniu ze Stuttgarter Kickers strzelił pierwszego gola w 2. Bundeslidze. W 2002 roku grał na wypożyczeniu w Shanghai Shenhua.
W połowie 2002 roku Xie odszedł do niemieckiego drugoligowca, SpVgg Greuther Fürth. Spędził tam rok, a potem wrócił do Chin, gdzie został graczem klubu Chongqing Lifan. Spędził tam jeden sezon. Następnie ponownie przeszedł do Shanghai Shenhua. W 2005 roku, a także w 2006 roku wywalczył z nim wicemistrzostwo Chin.
W 2008 roku przebywał na wypożyczeniu w niemieckim drugoligowcu, SV Wehen Wiesbaden. Rozegrał tam 5 spotkań, a po sezonie 2007/2008 zakończył karierę.

## Kariera reprezentacyjna
W reprezentacji Chin Xie zadebiutował w 1996 roku. W tym samym roku znalazł się w drużynie na Puchar Azji. Wystąpił na nim w spotkaniu z Arabią Saudyjską (3:4), a Chiny odpadły z turnieju w ćwierćfinale.
W 2000 roku ponownie został powołany do kadry na Puchar Azji. Zagrał na nim w meczach z Kuwejtem (0:0), Japonią (2:3) i Koreą Południową (0:1), a Chiny zakończyły turniej na 4. miejscu
W latach 1996–2005 Xie w drużynie narodowej Xie rozegrał łącznie 22 spotkania i zdobył 9 bramek.